# Cambra Agrària Local (Viladecans)
Cambra Agrària Local és una obra del municipi de Viladecans (Baix Llobregat) inclosa en l'Inventari del Patrimoni Arquitectònic de Catalunya.

## Descripció
Es tracta d'una casa força interessant pels elements que conserva a la façana. A la planta baixa hi ha una portada d'arc de mig punt i una sèrie de finestres amb arc conopial. Al primer pis hi ha quatre finestres coronades per un guardapols sostingut per un parell de capitells d'estil goticitzant. La façana és coronada per una barana denticulada o emmerletada.

## Història
La casa, donat el tipus d'elements decoratius que conserva, pot ser considerada d'estil neogòtic. Es troba adossada a Can Modolell, Casa de la Vila d'estil neogòtic feta a finals del segle xix.